# معى متوسط
المِعَى المتوسط هو الجزء من الجنين الذي يكون أغلب أجزاء الأمعاء، ينحني حول الشريان المساريقي العلوي مكوناً ما يعرف بالعروة، ويمتد من نهاية المعي الأمامي (عند دخول القناة الصفراوية المشتركة إلى الاثنا عشر) حتى بداية المعي الخلفي (عند الثلث الأقصى من القولون المستعرض).

## في الجنين
أثناء تكون الجنين يأخذ المعي المتوسط في النمو سريعاً فلا يتسع تجويف البطن الصغير نسبياً له فيخرج خارج تجويف البطن إلى الحبل السري مكوناً فتقاً فسيولوجياً طبيعياً، وفيما بعد يكبر جسد الجنين مما يتيح فراغاً مناسباً داخل تجويف البطن لتستقر فيها المعى المتوسط ثانيةً ويختفي الفتق، وهذا الحدث يتزامن مع اختفاء الكيس محي ودوران طرفي المعى المتوسط حول محور الشريان المساريقي العلوي
.

## في البالغين

### الأعضاء التي يكونها المعي المتوسط
- الاثنا عشر (النصف القاصي من الجزء الثاني بدءاً من دخول القناة الصفراوية إليه والجزء الثالث والرابع)
- الصائم
- اللفائفي
- الأعور
- الزائدة الدودية
- القولون الصاعد
- الثنية الكبدية للقولون
- الثلثين القريبين من القولون المستعرض

### التروية الشريانية
يغذي الشريان المساريقي العلوي المعى المتوسط، وهو أحد أفرع الأبهر.

### العَوْد الوريدي
يتم تصريف الدم من المعي المتوسط إلى الجهاز البابي حيث يحمل الوريد البابي الدم محملاً بالمواد الغذائية إلى الكبد ليقوم بمعالجتها وإزالة السمية.

### النزح اللمفي
يتم تصريف الكيلوس إلى العقد الليمفاوية المساريقية العلوية أمام الفقرات، الموجودة عند منشأ الشريان المساريقي العلوي من الأبهر، ومنها إلى الصهريج الكيلوسي.

### التزويد العصبي
إمداد عصبي ذاتي من الضفيرة المساريقية العلوية.

## الأهمية الإكلينيكية
- سوء الدوران المعوي قد يؤدي إلى الانفتال.
- ألم المعي المتوسط ينتقل إلى البطن حول السرة.
- إذا لم يعُد المعي المتوسط إلى البطن وظل خارجها بعد الولادة يكون ما يسمى بالقيلة السرية؛ حيث يكون هناك عيب في جدار البطن الأمامي.

## روابط خارجية
- digest-020 — صور للجنين مصدرها جامعة كارولاينا الشمالية
- radio/450 في موقع إي ميديسين – "Midgut Volvulus"
- 00494 على النص التشعبي التعاوني للأشعة (CHORUS)
- Umich.edu – development نسخة محفوظة 27 نوفمبر 2007 على موقع واي باك مشين.